# Koloua
Koloua – miejscowość na Tonga, na wyspie Tongatapu. W 1797 roku urodził się tam Jerzy Tupou I, pierwszy król Tonga w latach 1845–1893.